# 苏格兰社会党 (2010年)
苏格兰社会党（英語：Socialist Party Scotland）是苏格兰的一个托洛茨基主义政党。该党成立于2002年，原名国际社会主义者。2010年6月，该党改用现名。该党的意识形态是社会主义、马克思主义、托洛茨基主义、工联主义。该党的政治立场是极左翼。该党出版刊物《社会主义者》。该党是工会主义和社会主义联盟的成员以及工人国际委员会 (2019年)的支部。